# Sbrisolona
La sbrisolòna (anche detta sbrisulòna, sbrisolìna, sbrisulùsa o sbrisulàda) è un dolce del Nord Italia, originario della città di Mantova, ed è comunemente prodotto e consumato in Lombardia, Emilia-Romagna e nel veronese.

## Etimologia
Il nome deriva dal sostantivo brìsa, che in mantovano vuol dire briciola e pare che la ricetta risalga a prima del '600 quando arrivò anche alla corte dei Gonzaga.

## Descrizione
Si tratta di una torta di povere origini, all'inizio infatti gli ingredienti erano quelli tipici della tradizione contadina (farina di mais, strutto e nocciole) e negli anni si sono raffinati.
La ricetta oggi prevede che le farine (bianca e gialla) e lo zucchero siano in parti uguali, ragione per cui in passato questo dolce era detto "torta delle tre tazze", inoltre gli ingredienti non devono essere sminuzzati, anzi, il tratto caratteristico del dolce sta nella sua consistenza irregolare, dovuta alla lavorazione veloce e al taglio grossolano delle mandorle.
Si distingue da altre preparazioni, proprio per il metodo di lavorazione e per come viene servito, infatti questo dolce non dev'essere tagliato in fette regolari, ma spezzato con le mani. È tradizione consumare la torta bagnandola con la grappa. Si consiglia di accompagnarlo con un vino liquoroso come il Malvasia, il Vin Santo o il Passito di Pantelleria.
Caratteristica inconfondibile della torta è la sua friabilità che la porta a sbriciolarsi con estrema facilità (da cui il nome che nelle lingue gallo-italiche significa "sbriciolona" o "sbriciolata"). In Veneto viene comunemente chiamata "rosegotta" e "fregolotta", termine quest'ultimo che indica anche un altro dolce assai simile.